# 凯特的澳大利亚党
凯特的澳大利亚党（英語：Katter's Australian Party）是澳大利亚的一个已注册政党，由无党籍议员鲍勃·凯特（Bob Katter）于2011年6月3日通过向澳大利亚选举委员会申请创立。